# Rudolf Taube

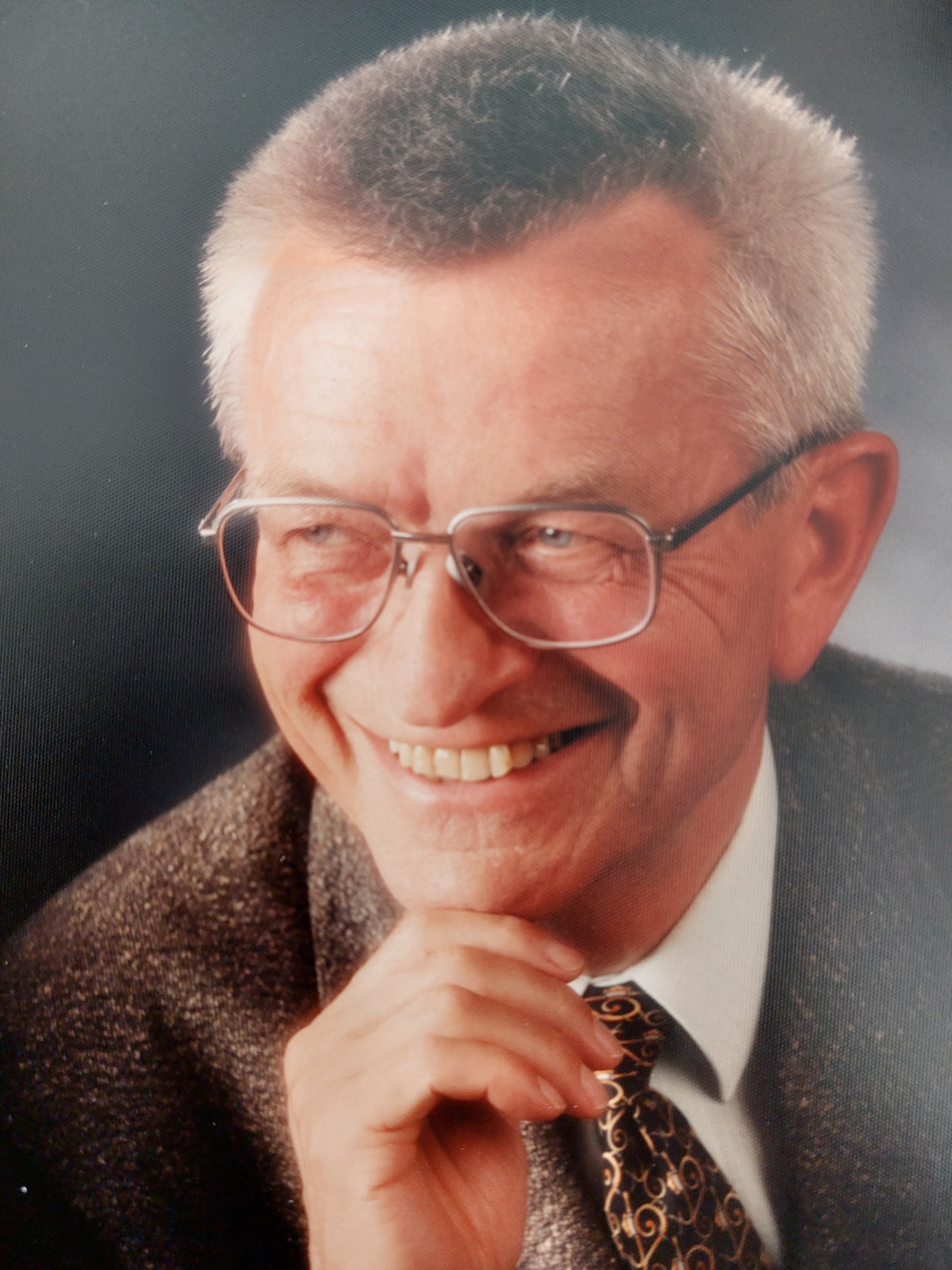
Rudolf Taube (2024)

Rudolf Taube (* 11. September 1931 in Jena) ist ein deutscher Chemiker und emeritierter Professor für Anorganische Chemie.

## Leben und Werk
Nach dem Schulbesuch (1937 bis 1950) in Jena und dem Abitur war Taube kurzzeitig als Chemiewerker-Lehrling im VEB Jenapharm tätig und studierte dann Chemie an der Friedrich-Schiller-Universität Jena, wo er 1957 seine Diplomarbeit unter Anleitung des Universitätsdozenten Siegfried Herzog anfertigte. Promoviert wurde Taube 1960 ebenfalls in Jena. Titel der Dissertation: „Die Darstellung von Tris-2,2'-dipyridylkomplexen des Titans, ein Beitrag zur komplexchemischen Stabilisierung niederer Oxydationsstufen bei Übergangsmetallen.“ Sein Mentor war auch hier Siegfried Herzog.
Nach seiner Habilitation 1965 an der Ernst-Moritz-Arndt-Universität Greifswald arbeitete er dort ab 1966 als Dozent, ab 1968 als Professor mit Lehrauftrag und ab dem folgenden Jahr als ordentlicher Professor. 1970 nahm er eine Professur an der Technischen Hochschule „Carl Schorlemmer“ Leuna-Merseburg an, die er bis zur Aufhebung der Hochschule im Jahre 1993 innehatte. Nach einer zweijährigen Professur an der Martin-Luther-Universität Halle-Wittenberg von 1993 bis 1995 folgte er einem Ruf an die Technische Universität München, wo er 1999 emeritiert wurde.
Seine Forschungsschwerpunkte lagen auf dem Gebiet der Koordinationschemie, der metallorganischen Chemie und der metallorganischen Komplexkatalyse (Stabilisierung niederer Oxidationsstufen, Elektronenvariabilität, Stabilität und Reaktivität übergangsmetallorganischer Verbindungen, katalytische Struktur-Wirkungsbeziehungen für technisch relevante Olefin- und Dien-Reaktionen).
Taube betreute über 100 Diplomarbeiten und mehr als 30 Promotionsarbeiten.
Seit 1958 ist er mit der Pharmakologin Christel Taube (geb. Reusch) verheiratet.

## Ehrungen und Auszeichnungen
- 1965 Friedrich-Wöhler-Preis der Chemischen Gesellschaft der DDR[1]
- 1986 Mitglied der Deutschen Akademie der Naturforscher Leopoldina  in Halle (Saale)[1]
- 1990 Walter-Hieber-Gastprofessur der Wacker-Chemie GmbH an der Technischen Universität München[1]
- 1991 Gastprofessur an der Universität Louis Pasteur Strasbourg[1]

## Veröffentlichungen
Taube ist Autor von 117 Originalpublikationen, 26 Übersichtsartikeln und 12 Buchartikeln sowie Erfinder bei 11 Patenten.

### Ausgewählte Arbeiten
- Siegfried Herzog, Rudolf Taube: Lithium-Tris-2.2′-Dipyridyl-Vanadid(−1)·4-Tetrahydrofuran, Naturwissenschaften 43 (1956) S. 349, doi:10.1007/BF00755158.
- Siegfried Herzog, Rudolf Taube: Niedere Oxydationsstufen des Titans: Ti(0) und Ti(−1), Angewandte Chemie 70 (1958) S. 469, doi:10.1002/ange.19580701507.

- Rudolf Taube, H. Munke: Lithium-phthalocyaninato-manganat(I) und (O), Angewandte Chemie 75 (1963) S. 639–640, doi:10.1002/ange.19630751309.
- Rudolf Taube, H. Drevs: Sechs Oxidationsstufen beim Eisenphthalocyanin-Komplex, Angewandte Chemie 79 (1967) S. 313–314, doi:10.1002/ange.19670790709.
- Rudolf Taube, Gerd Honymus: Lithium-tetraphenyl- und -tetramethyl-niccolat(II), Angewandte Chemie 87 (1975) S. 291, doi:10.1002/ange.19750870813.
- Rudolf Taube, Dirk Steinborn, Bernhard Adler: Über die Natur der Übergangsmetall-Kohlenstoff-σ-Bindung: VII. Darstellung und Charakterisierung von Thioanisolylkomplexen des Lithiums, Quecksilbers und Zinks, Journal of Organometallic Chemistry 275 (1975) S. 1–8, doi:10.1016/0022-328X(84)80570-7.
- Rudolf Taube: Homogene Katalyse In: Band 177 der Reihe Wissenschaftliche Taschenbücher, Berlin, Boston: De Gruyter 1988, 356 Seiten, doi:10.1515/9783112621462.
- Rudolf Taube, Jochen Langlotz: Die Katalyse der 1,4-cis-Polymerisation des Butadiens mit dem kationischen C12-Allylnickel(II)-Komplex [Ni(C12H19]SbF6, Makromol. Chem. 194 (1993) S. 705–713.doi:10.1002/macp.1993.021940228.
- Rudolf Taube, Steffen Maiwald, Thomas Rühmer, Heike Windisch, Jürgen Giesemann, Gerd Sylvester: Gasphasenpolymerisation von konjugierten Dienen in Gegenwart von Allylverbindungen der Seltenen Erden, Europäische Patentschrift EP 0 819 139 B1 der Bayer AG vom 8. Dezember 1999 (Priorität: 4. April 1995, DE 19512116).